# Snoopy vs. the Red Baron
Snoopy vs. the Red Baron  — компьютерная игра в жанре симулятор полётов, выпущенная для платформ PlayStation 2, PlayStation Portable, и Microsoft Windows в 2006 году. Как следует из названия, главный герой игры - Снупи, пес из комикса Мелочь пузатая, созданного Чарльзом М. Шульцем. Игра основывается на одном из наиболее известных альтер эго Снупи: летчика-аса, времен Первой мировой войны сражающегося против Манфреда фон Рихтгофена, Красного Барона, Летающего Цирка: 1-й истребительной эскадры, Австро-Венгерской Империи, и прочих противников войны.

## Геймплей
В игре, игрок должен управлять самолетом Sopwith Camel, на котором летает Снупи. У него есть шкала здоровья, которая восполняется шипучкой, а также шкала трюков, которая восстанавливается с течением времени. Всего в миссии Снупи дается три жизни. При потере всех жизней миссия начинается сначала. Игра поделена на шесть локаций, каждая из которых, в свою очередь, поделена на миссии. Основная цель игры - выполнение миссий, и открытие новых зон. За выполнение заданий миссии, а также сбор шариков и букв, Снупи получает звания в конце миссии. Высшее звание - генерал. Чтобы его получить, нужно собрать все буквы и шарики, выполнить все основные и дополнительные миссии, при этом не потеряв ни одной жизни. На протяжении игры, Снупи будут попадаться враги и боссы, которых он должен уничтожить для выполнения миссии и продвижения по сюжету. За монеты, которые можно собирать на протяжении миссий, можно купить улучшения самолета, а также купить второстепенные орудия, которые необходимы для прохождения сюжетных миссий. Возможность купить второстепенные орудия открывается при сборе достаточного количества воздушных шариков необходимого цвета. Также, по миссиям разбросаны буквы, из которых строятся слова. Собрав слово из букв, можно приобрести в магазине самолет для режима сражений, в котором вступают в поединок все самолеты игры. В режиме сражения, также, можно поиграть лично за Красного Барона.

## Сюжет
Первой локацией игры является Аэродром Острова. Войска Красного Барона, в лице Летающего Цирка, атаковали остров. Снупи вынужден дать отпор синей эскадрильи истребителей, дирижаблям, буравчикам, боевым лодкам, роботам-ползунам, и воздушным минам. Отбив первую атаку на остров, Снупи сталкивается лицом к лицу с Красным Бароном, который, на своем триплане Fokker Dr.I, намерен лично уничтожить надоедливого пса. Снупи, понимая, что ему не выиграть этот бой, вынужден отступить к аэродрому, где Барон его не достанет. В ходе этого столкновения, Барон теряет важный документ. Снупи дан приказ перехватить данный документ, прежде чем его вернут Барону его подчиненные. Снупи удается это сделать, а также отбить атаку коптеров-шпионов на аэродром. Ему поручают сопроводить союзный дирижабль, с документом Барона на борту, в безопасную зону, защищая его от атак вражеских истребителей. Следующая цель Снупи - защитить грузовой корабль от атак врага, а также сопроводить три грузовика с грузом до базы союзников. В этом ему будут мешать боевые лодки, ползуны, и танки войск Барона. После доставки груза на базу союзников, войска Барона начинают атаку на хранилище кукурузы союзников, при помощи подводных лодок и боевых лодок. С трудом предотвратив уничтожение хранилища, Снупи узнает, что на соседнем острове есть секретная база Летающего Цирка. Из-за ее присутствия, участились атаки на остров. Снупи поручено уничтожить эту базу. В этом ему помогают два союзных бомбардировщика. Найдя секретный проход на территорию вражеской базы, которая расположилась в жерле вулкана, Снупи уничтожает компьютер, отвечающий за закрытие люка в жерле вулкана, тем самым открывая люк. Сразу после этого, союзные бомбардировщики сбрасывают бомбы в жерло вулкана, тем самым полностью уничтожив базу Летающего Цирка. В это время, главное оружие Летающего Цирка на острове - Боевой Линкор, который является боссом локации, намерен уничтожить аэродром союзников, при помощи многочисленных орудий. Босс оснащен пушками по периметру, после уничтожения которых, активируется орудие выпускающее летающие мины, а также разворачивается главная пушка, уничтожающая аэродром. Босса прикрывают подводные лодки, а также синяя эскадрилья. Уничтожить босса предстоит Вудстоку - желтой птичке, которая летает вместе со Снупи. Для этого, Марси создает для него отдельный мини самолет с пулеметом, и привязывает его к самолету Снупи. Не без труда уничтожив босса, заставив эвакуироваться экипаж линкора, Снупи и Вудсток спасают аэродром, и изгоняет Летающий Цирк с острова.
Второй локацией игры являются Леса Монтсека. Согласно документу, который потерял Барон, в лесах Монтсека строится база Летающего Цирка. Новая задача Снупи - найти и уничтожить эту базу. Но сперва, Линус устраивает Снупи гонку, чтобы выяснить, кто из них является настоящим воздушным асом. После победы в гонке, и поломке самолета Линуса, Снупи отправляется на поиск базы летающего цирка. Выясняется, что в глубинах леса спрятана полноценная база, со штабом генералов во главе. Снупи нападает на базу, предварительно уничтожая замаскированные защитные орудия,
и сжигая главные ворота базы. После чего, он уничтожает опоры для выезда танков из ангаров, синюю эскадрилью, а также защитные комплексы зданий. Теперь задача Снупи уничтожить штаб генералов. Для этого, он разрушает опоры здания, что вызывает его немедленное разрушение. Миссия выполнена. Но, пытается сбежать с поля боя второй босс игры - Жуткий Скорпион, машина, которая построила эту базу. Его главными оружиями являются две пилы на руках, катапульта, стреляющая шариками с водой, а также водный гидрант. Снупи приходится уничтожить эту машину, чтобы она не смогла сбежать и построить новую базу для Летающего Цирка.
Третьей локацией игры является Фронт Вердена, в котором происходит долгая война между войсками союзников и Летающим цирком. Задача Снупи - защитить хранилища союзников, и уничтожить хранилища Летающего Цирка, ведь именно от них зависит, кто одержит победу в этой войне. В этой миссии Снупи противостоит зеленая эскадрилья - самолеты, стреляющие шариками с водой, которые наносят большой ущерб, танки, буравчики, а также защитные комплексы. К середине противостояния, когда половина складов Цирка уничтожены, в подкрепление Снупи прилетают два союзных бомбардировщика. В противовес им, на поле боя прилетают опоздавшие дирижабли Летающего Цирка с минами. Задача Снупи - прикрыть союзные бомбардировщики, пока те уничтожают склады Цирка, и, в то же время, защитить склады от мин дирижаблей. Битва заканчивается уничтожением последнего склада Летающего Цирка. Следующая задача Снупи - восстановить связь на стороне фронта союзников, а также уничтожить базу на стороне фронта Летающего Цирка. Однако, перелететь на сторону врага он не может - работает радар врага, и Снупи без проблем собьют защитные комплексы, если засекут его. Ему приходится действовать в обход, пролетая через ущелье, на высоте, на которой радар не сможет его засечь. Облетев базу противника с обратной стороны, он уничтожает радари защитные системы, застав тем самым врага врасплох. После чего, Снупи, с помощью союзников, уничтожает ангары Летающего Цирка, полностью выбивая его с Вердена. Однако, у Летающего Цирка осталось последнее оружие - Майор Катастрофа - третий босс, гигантский танк, вооруженный пушками до зубов, и имеющий огнеметную установку. Сражаться с ним вновь вынужден Вудсток. Понимая, что броня танка достаточно прочная, и уничтожение его базовым оружием невозможно, а танк намерен переехать на сторону фронта союзников и уничтожить их базы, Снупи и Вудсток решают уничтожить танк хитростью: пока танк остановился на мосту, пытаясь уничтожить Снупи и Вудстока, Вудсток разрушает опоры моста, из-за чего танк тонет, упав в реку. Война на Вердене выиграна.
Четвертой локацией являются Шахты Маттерхорна - на их территории расположены войска Красного Барона, а также за ней следит он лично. Снупи вновь вынужден лететь в пропасти, чтобы очередной радар не засек его, и Барон не обнаружил присутствия пса на базе. Уничтожив радар, Снупи обнаруживает посадочную полосу, на которой расположены истребители всех типов - синяя эскадрилья, зеленая эскадрилья, а также пурпурная эскадрилья - новый вид истребителей, атакующий римскими свечами. Уничтожив все истребители на полосе, Снупи видит, как по железной дороге едет большой поезд Летающего Цирка, и следует за ним. Поезд является промежуточным мини боссом. На нем перевозятся детали для нового оружия Красного Барона - управляемой ракеты-самолета, а также ресурс под названием унобтаниум. Снупи должен не дать поезду доехать до места назначения, и уничтожить его раньше, чем он прибудет в нужное место. Вагоны поезда защищены оружием, выпускающем мины, как у первого босса, пушками, а также замораживающей пушкой. Разрушив поезд, Снупи попадает в деревню, где расположена база Летающего Цирка. Уничтожив водяные башни и генераторы тока, Снупи поджигает здания, в которых находятся секретные архивы Летающего Цирка. Для уничтожения Снупи был отправлен тяжелый аэроплан, который имеет огромную пушку в центре, а также выпускает мины. Подбив аэроплан, Снупи вынужден залететь в проход шахты, улетая от падающего аэроплана. Обломки аэроплана блокируют выход из шахты, и Снупи вынужден отправиться исследовать ее. Оказывается, шахта является секретной базой Цирка, где и происходит добыча унобтаниума. Исследуя шахту, Снупи находит пароль к центральной двери в глубине шахты, и обнаруживает четвертого босса - Бурильщика, огромный комбайн, роющий шахту. Начинается трудный бой - броня робота почти неуязвима, он может стрелять током, а также откалывать буром глыбы, которые будут лететь в Снупи, и атаковать буром. Когда робот взял в свои руки-ковши землю, и слепил ее в один большой ком, чтобы кинуть в Снупи, Снупи уничтожает опоры его рук, из-за чего земля падает на робота, создавая трещину в его броне, после чего, Снупи его уничтожает. Планы Красного Барона сорваны.
Пятой локацией является Жерло Вердена. Исследуя жерло Вердена, Снупи находит базу Барона, скрытую в горе. Уничтожив всю технику на базе,Снупи обнаруживает конвой, который везет важный груз на склад снабжения. Задача Снупи - уничтожить этот конвой, а также базу снабжения. Ему это удается, тем самым, он подрывает деятельность Барона в жерле Вердена. Выясняется, что в жерле Вердена есть еще одна база, но, чтобы попасть на нее, Снупи должен пролететь через поле воздушных мин. Ему это удается. Он уничтожает корабли и постройки, которые обеспечивали поставки ресурсов, а также уничтожает навесную железную дорогу, окончательно прерывая поставки ресурсов. В конечном итоге, ему предстоит битва в котловане Вердена, против синей и пурпурной эскадрильи, подводных лодок и боевых лодок. Когда победа оказывается почти в руках Снупи, из секретного ущелья в горе выплывает пятый босс - Авианосец Летающего Цирка, с которым вновь вынужден сражаться Вудсток. Корабль вооружен пушками до зубов, а также выпускает против Снупи все эскадрильи истребителей. В итоге, выясняется, что в борту корабля есть слабое место, стреляя в которое можно его уничтожить. Но авианосец прикрывают подводные лодки, а также два аэроплана, аналогичные аэроплану из шахт Маттерхорна. С трудом, Вудсток топит авианосец, освобождая жерло Вердена от Летающего Цирка. Но, как только авианосец был потоплен, из воды поднимается гигантская воздушная крепость, на носу которой изображено лицо орла, а сама она по форме напоминает дирижабль с крыльями и хвостом. Снупи и Вудсток направляются в погоню за ней.
Последней локацией является Парящая крепость. Эта крепость является главной базой Красного Барона, и именно на ней заточены в плену союзники Снупи. Чтобы спасти их, Снупи решает уничтожить крепость, сбив пропеллеры, которые позволяют ей держать высоту. Уничтожив защиту пропеллеров и сами пропеллеры Снупи считает, что работа выполнена, но не все так просто: после уничтожения пропеллеров и легкого опускания парящей крепости, включаются реактивные двигатели, которые позволяют крепости держаться в воздухе. У крепости активируются все защитные орудия, а на Снупи нападают все эскадрильи истребителей. Уничтожив их, Снупи разгадывает шифр, вводит пароль в кодовый замок, расположенный на дне парящей крепости, открывая тем самым люк, и позволяя союзникам сбежать с крепости. В это же время, из обезоруженной крепости вылетает сам Красный Барон. Начинается последняя битва. Двое из трех союзников не могут биться с Бароном, так как их самолеты неисправны. После непродолжительной дуэли, Барон сбивает самолет последнего союзника Снупи, но он успевает катапультироваться. Теперь Снупи и Красный Барон остались один на один. После продолжительной дуэли, Снупи выходит из нее победителем, повреждая триплан Красного Барона. После этого, Барон достает главный козырь из рукава - из парящей крепости запускается та самая управляемая ракета-самолет, детали которой вез поезд в шахтах Маттерхорна. К ракете привязан Линус, и ракета летит прямиком в главную базу союзников. Задача Снупи - освободить Линуса, и не дать ракете долететь до точки назначения. Уничтожив реактивные двигатели ракеты, Снупи замедляет ее, позволяя Линусу катапультироваться. Теперь Снупи должен уничтожить гироскоп ракеты, чтобы та потеряла управление и упала в океан. Для этого, он уничтожает корпус ракеты, разрушая тем самым ее защиту. Но, как только он подлетает к гироскопу и начинает уничтожать его, вновь появляется Красный Барон, и пытается отремонтировать гироскоп, и параллельно уничтожить Снупи. Однако, Снупи уничтожает триплан Красного Барона. Сам Барон успевает катапультироваться, и на прощание обещает псу, что он вернется, и отомстит. Снупи успешно уничтожает гироскоп, и ракета падает в воду.
Финал. Летающий Цирк окончательно уничтожен, база союзников в безопасности, союзники спасены. Снупи возвращается на базу, где его встречают как героя. Тут Снупи просыпается: все события, происходившие в игре, были лишь его сном. Проснувшись, он, на печатной машинке, начинает писать книгу о своих приключениях во сне.

## Восприятие
| Сводный рейтинг      | Сводный рейтинг | Сводный рейтинг | Сводный рейтинг |
| Издание              | Оценка          | Оценка          | Оценка          |
| Издание              | PC              | PS2             | PSP             |
| -------------------- | --------------- | --------------- | --------------- |
| GameRankings         | N/A             | 73,00 %         | N/A             |
| Metacritic           | 68/100          | 73/100          | 76/100          |
| Иноязычные издания   |                 |                 |                 |
| Издание              | Оценка          | Оценка          | Оценка          |
| Издание              | PC              | PS2             | PSP             |
| GameSpot             | 7,3/10          | 7,3/10          | 7,3/10          |
| GameSpy              | N/A             | [ 7 ]           | [ 8 ]           |
| GamesRadar+          | N/A             | [ 9 ]           | N/A             |
| GameZone             | N/A             | 7,7/10          | N/A             |
| IGN                  | N/A             | 7/10            | 7/10            |
| OPM                  | N/A             | 7,5/10          | 7,5/10          |
| PC Gamer (US)        | 72 %            | N/A             | N/A             |
| X-Play               | N/A             | [ 14 ]          | N/A             |
| PlayStation Magazine | N/A             | 7,5/10          | 7,5/10          |

Версия для PlayStation Portable получила, в целом, положительные отзывы, в то время, как версии для PlayStation 2 и Microsoft Windows получили средние отзывы, согласно видеоигровому сайту-агрегатору Metacritic.